# Ligne de risque
Ligne de risque est une revue littéraire française fondée à Paris en 1997 par les 
écrivains François Meyronnis, Yannick Haenel et Frédéric Badré. L’écrivain Valentin Retz a rejoint officiellement la revue en 2015.
Une première série auto-éditée compte 27 numéros. À partir de 2015, une nouvelle série paraît aux éditions Multiple.

## Publications relatives à la revueLigne de risque
- Philippe Sollers, Poker, entretiens avec Yannick Haenel et François Meyronnis, Paris, Gallimard, coll. L'Infini, 2005.
- Collectif sous la direction de Yannick Haenel et François Meyronnis, Ligne de risque 1997-2005 (avec Philippe Sollers), Paris, Gallimard, coll. L'Infini, 2005.
- Prélude à la délivrance, de Yannick Haenel et François Meyronnis, Paris, Gallimard, coll. L'Infini, 2009.
- Tout est accompli, de Yannick Haenel, François Meyronnis et Valentin Retz, Paris, Grasset, 2019.